# Венесуэльско-израильские отношения
Израильско-венесуэльские отношения — двусторонние международные дипломатические и иные отношения между Израилем и Венесуэлой.
Венесуэла голосовала за предоставления членства Израилю в ООН в 1949 году и установила с этой страной дип. отношения.
Отношения в 2006 году ухудшились в связи с осуждениями президента Уго Чавеса в отношении израильско-ливанского конфликта 2006 года и отчасти из-за внешней политики Чавеса в отношении Ирана и политической оппозиции Израиля к ней. Чавес также противопоставлял себя на мировой арене международной политике США — США и Израиль являются партнёрами в области обороны и международных отношений, в частности, их взгляды совпадают по решению проблем Ближнего Востока. После конфликта между Израилем и Газой в 2008—2009 годах Венесуэла нарушила все дипломатические отношения с Израилем, осудив его действия. 27 апреля 2009 года министр иностранных дел Венесуэлы Николас Мадуро встретился с министром иностранных дел Палестинской национальной администрации Риядом аль-Малики в Каракасе, где были установлены официальные дипломатические отношения.

## История
27 ноября 1947 года Венесуэла проголосовала за членство Израиля в Организации Объединённых Наций и установила дипломатические отношения.
Первый представитель Венесуэлы в Израиле, д-р Ромуло Араужо, прибыл в 1959/60 году и находился в отеле «King David» в Иерусалиме. Год спустя миссия была расположена в районе Катамон, по адресу Рэйчел Имену, д. 28, где она пробыла до 1980 года. В 1962 уровень отношений был повышен и страны обменялись послами. В 1960-64 поэт Венсенте Гербаси служил в качестве представителя и посла Венесуэлы. Его сменил Педро Абреу, а в 1969/70 году Наполеон Хименес. В 1980 году, когда Венесуэла и многие другие страны решили переместить свои посольства за пределы Иерусалима, Луис Ла Корт был послом. В 1962 году Гербаси подарил арабской деревне трактор из Венесуэлы. Во время Шестидневной войны многие венесуэльские евреи отправились в Израиль, чтобы сражаться за Израиль.
Когда ООН приняла резолюцию 3379 Генеральной Ассамблеи от 10 ноября 1975 года, «установив, что сионизм является одной из форм расизма и расовой дискриминации», Венесуэла воздержалась от голосования. Позже резолюция была отменена.
Министр иностранных дел Израиля Шимон Перес посетил Каракас в январе 1995 года во время второй администрации Кальдеры, чтобы «укрепить связи с дружественными странами и углубить сотрудничество в областях взаимной выгоды». Министр иностранных дел Венесуэлы отметил, что «прием, который был дан для министра иностранных дел Переса, был беспрецедентным».

## Недавние отношения
В 2005 году исполнительный директор Американского еврейского комитета сообщил о «активном израильском посольстве в Каракасе и скромной, но растущей двусторонней торговле».

### Сделка по F-16 (2005)
В 2005 году Израиль заключил соглашение с Венесуэлой на обслуживание и модернизацию своих истребителей F-16, построенных в США, но администрация Шарона разозлила государственный департамент США, когда продавала авиационные беспилотники Китаю. В октябре 2005 года Государственный департамент запретил израильско-венесуэльскую сделку F-16, отказавшись предоставить разрешение на экспортное лицензирование израильскому правительству. Еврейский институт по делам национальной безопасности сообщил, что Госдепартамент «просит» израильское правительство прекратить все военные контракты с Венесуэлой, которые связаны с технологиями, полученными в США, и воздержаться от будущих продаж израильских военных технологий Венесуэле.

### Вторая ливанская война (2006)
В ответ на авиаудар израильских ВВС по Кане 31 июля вице-президент Хосе Висенте Рангель сказал: «Это убийство десятков женщин и детей не имеет никакого оправдания». ООН и другие влиятельные страны разделяют вину за эту атаку, потому что их ответом на израильскую военную кампанию в Палестине и Ливане стало «молчание и упущение. Венесуэла никогда не придерживалась антиеврейских взглядов, признает право Израиля на существование, приветствует еврейскую общину и гарантирует ей полное уважение».
Корреспондент Al Jazeera Дима Хатиб сообщил, что Чавес был первым главой государства, который резко осудил Израиль за израильско-ливанский конфликт, ещё до того, как это успел сделать лидер какой-либо другой арабской или мусульманской страны. 3 августа 2006 года Чавес приказал временному поверенному в делах Венесуэлы в Израиль вернуться из Тель-Авива в Каракас, протестуя против израильско-ливанского конфликта 2006 года. По сообщению The Miami Herald, два дня спустя в своей воскресной радиопередаче «Aló Presidente» («Привет президент») Чавес обвинил Израиль в том, что он «сошел с ума и причинил народу Палестины и Ливана то, что они постоянно критиковали, и обоснованно критиковали: Холокост. Но это новый Холокост» с помощью США, которых он назвал террористической страной. Далее он сказал, что Соединённые Штаты отказываются «разрешить Совету Безопасности [ООН] принять решение о прекращении геноцида, который Израиль совершает против палестинского и ливанского народа». В ответ израильское правительство отозвало своего посла из Венесуэлы. Чавес продолжил повторять сравнение с Холокостом несколькими днями позже.
В арабском мире действия и комментарии Чавеса получили широкое одобрение, газета Al-Ahram Weekly комментировала новости и назвала Чавеса «самым популярным лидером в арабском мире». По данным Еврейского телеграфного агентства, Чавес "стремится к более тесным стратегическим отношениям с арабскими странами и Ираном и становится ключевым сторонником президента Ирана Махмуда Ахмадинежада. Хотя для членов ОПЕК не является чем-то необычным поддерживать отношения, политолог Карлос Ромеро в Центральном университете Венесуэлы, говорит, что «со времени основания Израиля Венесуэла поддерживала равновесие между своими интересами в Израиле и арабских странах. Чавес нарушил это».
Министр нефти Венесуэлы Рафаэль Рамирес заявил 13 августа 2006 года, что Венесуэла не будет поддерживать нефтяное эмбарго ОПЕК в ответ на ближневосточный кризис, но сказал: «Мы предупреждали и осуждали в течение последних двух лет постоянную агрессию внешней политики США по отношению к производителям ОПЕК», которые продолжают «оказывать давление» на нефтяном рынке. Рамирес объяснил рекордно высокие цены на нефть «политикой постоянной агрессии в отношении Венесуэлы, Ирана» и «стран в Персидском заливе».
25 августа 2006 года агентство Reuters сообщило, что Чавес призвал израильских лидеров предстать перед судом за геноцид за убийство в ливанском конфликте. Выступая в Пекине, Чавес сказал, что еврейское государство «сделало нечто подобное или, может быть, хуже того, кто знает, чем то, что сделали нацисты».
В августе 2006 года, во время визита Чавеса в Сирию, El Universal сообщил, что правительства Сирии и Венесуэлы потребовали от Израиля уйти с Голанских высот.

### 2008
В 2008 году во время размолвки с Колумбией по поводу вторжения её в Эквадор, Чавес заявил, что «колумбийское правительство стало Израилем Латинской Америки». При этом он также снова критиковал удары АОИ по палестинским боевикам.

### Операция в Газе (2009)
Чавес разорвал дипломатические отношения с Израилем и выслал израильского посла и его сотрудников после антитеррористической операции в Газе 2008-09, в результате которой около 1200 палестинцев погибли и более 5000 были ранены. Израильское правительство ответило удалением венесуэльских дипломатов из страны. В апреле 2009 года Венесуэла официально признала существование государства Палестина, а в сентябре повторила обвинение в том, что Израиль виновен в совершении геноцида против палестинцев, заявив, что «вопрос заключается не в том, хотят ли израильтяне истребить палестинцев. Они это делают открыто».
Когда его спросили, признает ли он права Израиля жить в безопасных и признанных границах, президент Венесуэлы заявил, что он признал такие права для израильтян, заявив, что «я признаю право Израиля жить, как и в любой другой стране. Они все имеют одинаковые права, и это относится в том числе и к будущему палестинскому государству. Но Израиль должен уважать этот принцип самоопределения по отношению к палестинцам».
После разрыва дипломатических отношений с Израилем в январе, МИД Венесуэлы заявил в сентябре, что если Испания согласится, то она будет представлять интересы Венесуэлы в Израиле.

### 2010
На митинге в июне 2010 года Чавес заявил, что «Израиль финансирует венесуэльскую оппозицию. Есть даже группы израильских террористов из „Моссада“, которые преследуют меня и пытаются убить». В ответ исполнительный директор AJC Дэвид Харрис заявил: «Эти безосновательные обвинения президента Чавеса прямо опасны и используются им для поддержки его собственного политического положения». В той же речи Чавес назвал Израиль «террористическим и убийственным государством», и проклял его, сказал: «Я пользуюсь этой возможностью, чтобы снова осудить со дня моей души Государство Израиль: Будь проклято Государство Израиль! Будьте прокляты, террористы и убийцы!».
Во время визита президента Сирии Башара Асада в Венесуэлу в июне 2010 года Чавес обвинил Израиль в том, что оно является «убийственной рукой Соединенных Штатов» и что «однажды государство геноцида Израиль будет поставлено на место.»

### 2012
Мэр Каракаса Антонио Ледесма посетил проходящую в Иерусалиме конференцию мэров столиц и заявил в интервью газете «Йедиот Ахронот», что дип. отношения между его страной и еврейским государством могут быть восстановлены после того, как Чавес покинет свой пост.

### 2016
В 2016 году в ООН разразился дипломатический скандал, когда посол Венесуэлы в этой организации Рафаэль Рамирес заявил, что «Израиль ищет финальное решение палестинского вопроса», сравнив Израиль с нацистской Германией. В ответ, посол Израиля в ООН Дани Данон назвал это «неприкрытым антисемитизмом». Позже Рамирес позвонил Данону и извинился за свои слова, однако, Данон потребовал публичных извинений. Крайне негативно на слова венесуэльского посла отреагировали представители Израиля, США, Великобритании и Франции.

### 2017
В начале года, после изначального отказа, после давления еврейского агентства «Сохнут», израильское правительство разрешило, в том числе и из гуманитарных целей, репатриацию в Израиль девяти венесуэльцев, перешедших в иудаизм.
В марте 2017 года после возобновления дип. отношений Израиля с Никарагуа, начались переговоры о восстановлении дип. отношений с Венесуэлой, прерванных в начале 2009 года. Глава МИД Венесуэлы Делси Родригес встретился с лидерами еврейской общины страны и рассказал им о планах восстановить отношения с Израилем. В настоящее время еврейская община Венесуэлы составляет порядка 9 000 человек — за время правления президентов Чавеса и Мадуро она сократилась втрое. После многочисленных сообщений в прессе, израильский МИД сделал заявление о том, что в настоящее время отношения между двумя странами восстановлены не будут, хотя сам МИД Израиля не будет противиться такому развитию событий, если представится возможность и благоприятные для этого условия.

### 2018
В октябре в Иерусалим прибыла делегация граждан Венесуэлы, среди которых были государственные чиновники, бизнесмены, простые граждане, а также один из лидеров католиков этой южноамериканской страны. Цель их визита — «извиниться перед евреями и попросить снять проклятие, павшее на их страну после того, как Уго Чавес проклял Израиль». В 2010 году после перехвата судна «Мави Мармара» венесуэльский президент Чавес заявил: «От глубины души, всем своим нутром я говорю государству Израиль — будь ты проклято». Вскоре после этого у Чавеса обнаружили рак кишечника, от которого он скончался через три года. Для снятия проклятия делегация обратилась к проживающему в Иерусалиме раввину Даниэлю Битону, имевшему хорошие отношения с Чавесом в ранние годы его правления.

### 2019
В январе 2019 года Израиль присоединился к западным странам и поддержал лидера протестов в Венесуэле Хуана Гуаидо, признав его президентом страны. Гуайдо в свою очередь поблагодарил Нетаньяху за поддержку и пообещал рассмотреть вопрос о возвращении послов, которые были отозваны в 2009 году по инициативе Уго Чавеса.